# Philippe Chevallier (ciclista)
Philippe Chevallier (nascido em 26 de abril de 1961) é um ex-ciclista francês que competia em provas tanto de pista, quanto de estrada. Sua única aparição olímpica foi em Moscou 1980, onde fez parte da equipe de ciclismo francesa que terminou em quinto na perseguição de 4 km. Atualmente, Chevallier está trabalhando na União Ciclística Internacional (UCI).